# 吉田敦彦 (教育学者)
吉田 敦彦（よしだ あつひこ、1960年 - ）は、教育学者、大阪府立大学教授。
大阪府生まれ。1988年京都大学大学院教育学研究科博士後期課程単位認定退学。2006年「ブーバーの対話的人間形成論 そのホリスティック教育研究への寄与」で京都大学教育学博士。1995年大阪府立大学人間社会学部助教授、2007年准教授、08年教授  。

## 著書
- 『ホリスティック教育論 日本の動向と思想の地平』日本評論社 1999
- 『ブーバー対話論とホリスティック教育 他者・呼びかけ・応答』勁草書房 教育思想双書 2007
- 『世界のホリスティック教育 もうひとつの持続可能な未来へ』日本評論社 2009

### 共編
- 『いのちに根ざす日本のシュタイナー教育』今井重孝共編 せせらぎ出版 ホリスティック教育ライブラリー 2001
- 『ホリスティックな気づきと学び 45人のつむぐ物語』平野慶次共編 せせらぎ出版 ホリスティック教育ライブラリー 2002
- 『持続可能な教育と文化 深化する環太平洋のESD』永田佳之共編 せせらぎ出版 ホリスティック教育ライブラリー 2008
- 『ホリスティック・ケア 新たなつながりの中の看護・福祉・教育』日本ホリスティック教育協会,守屋治代,平野慶次共編 せせらぎ出版 ホリスティック教育ライブラリー 2009
- 『教育福祉学への招待』山野則子,山中京子,関川芳孝共編 せせらぎ出版 2012

### 翻訳
- ジョン・P.ミラー『ホリスティック教育 いのちのつながりを求めて』手塚郁恵,中川吉晴共訳 春秋社 1994
- ジョン・P.ミラー『ホリスティックな教師たち いかにして真の人間を育てるか?』中川吉晴,桜井みどり共訳 学習研究社 1997
- ジョン P.ミラー『魂にみちた教育 子どもと教師のスピリチュアリティを育む』中川吉晴監訳 今井重孝他共訳 晃洋書房 2010